# 馬里昂 (明尼蘇達州)
馬里昂（英語：Marion）是位於美國明尼蘇達州奧姆斯特德縣的一個普查規定居民點。

## 歷史
馬里昂於1854年或1855年成立。馬里昂的郵局於1857年設立，其後於1905年停運。

## 人口
根據2020年美國人口普查的數據，馬里昂的面積為4.82平方千米，皆為陸地。當地共有人口271人，而人口密度為每平方千米56.22人。